# Isländische Fußballmeisterschaft 1973
Die isländische Fußballmeisterschaft 1973 war die 62. Spielzeit der höchsten isländischen Fußballliga. Die Liga begann am 19. Mai 1973 und endete mit den letzten Spielen am 17. September 1973.
Es nahmen acht Mannschaften an der Meisterschaft teil, die in einer einfachen Hin- und Rückrunde ausgetragen wurde. Keflavík ÍF konnte den bisher vierten Titel der Vereinsgeschichte gewinnen, wobei alle Erfolge innerhalb der letzten zehn Jahren stattfanden.

## Abschlusstabelle
| Pl. | Verein               | Sp. | S  | U | N  | Tore    | Diff. | Punkte |
| --- | -------------------- | --- | -- | - | -- | ------- | ----- | ------ |
| 1.  | ÍB Keflavík          | 14  | 12 | 2 | 0  | 033:900 | +24   | 26:20  |
| 2.  | Valur Reykjavík      | 14  | 9  | 3 | 2  | 034:200 | +14   | 21:70  |
| 3.  | ÍB Vestmannaeyja (P) | 14  | 8  | 1 | 5  | 027:190 | +8    | 17:11  |
| 4.  | Fram Reykjavík (M)   | 14  | 5  | 2 | 7  | 018:230 | −5    | 12:16  |
| 5.  | ÍA Akranes           | 14  | 4  | 3 | 7  | 032:270 | +5    | 11:17  |
| 6.  | ÍBA Akureyri (N)     | 14  | 4  | 3 | 7  | 015:290 | −14   | 11:17  |
| 7.  | KR Reykjavík         | 14  | 3  | 3 | 8  | 017:270 | −10   | 09:19  |
| 8.  | Breiðablik Kópavogur | 14  | 1  | 3 | 10 | 023:450 | −22   | 05:23  |

Platzierungskriterien: 1. Punkte – 2. Tordifferenz – 3. geschossene Tore

| (M) | amtierender isländischer Meister     |
| (P) | amtierender isländischer Pokalsieger |
| (N) | Neuaufsteiger                        |

### Kreuztabelle
Die Kreuztabelle stellt die Ergebnisse aller Spiele dieser Saison dar. Die Heimmannschaft ist in der ersten Spalte aufgelistet, die Gastmannschaft in der obersten Reihe. Die Ergebnisse sind immer aus Sicht der Heimmannschaft angegeben.
| 1973                 | Fram Reykjavík | ÍBA Akureyri | ÍB Vestmannaeyja | ÍB Keflavík | KR Reykjavík | VAL | ÍA Akranes | Breiðablik Kópavogur |
| Fram Reykjavík       |                | 0:0          | 0:1              | 0:1         | 3:1          | 2:2 | 3:2        | 2:1                  |
| ÍBA Akureyri         | 3:1            |              | 1:6              | 0:0         | 2:1          | 1:2 | 2:6        | 3:1                  |
| ÍB Vestmannaeyja     | 1:0            | 4:0          |                  | 0:1         | 6:3          | 1:1 | 1:0        | 3:2                  |
| ÍB Keflavík          | 3:1            | 1:0          | 1:0              |             | 2:0          | 4:0 | 4:1        | 4:4                  |
| KR Reykjavík         | 0:2            | 1:1          | 2:1              | 2:3         |              | 0:2 | 3:1        | 2:0                  |
| Valur Reykjavík      | 4:1            | 2:0          | 6:0              | 0:4         | 2:0          |     | 3:3        | 6:3                  |
| ÍA Akranes           | 3:1            | 0:2          | 1:0              | 1:2         | 1:1          | 0:1 |            | 10:0                 |
| Breiðablik Kópavogur | 1:2            | 4:0          | 1:3              | 0:3         | 1:1          | 1:3 | 3:3        |                      |

## Torschützenliste
Die folgende Tabelle gibt die besten Torschützen der Saison wieder.
| Rang | Tore | Spieler               | Verein           |
| ---- | ---- | --------------------- | ---------------- |
| 1.   | 17   | Hermann Gunnarsson    | Valur Reykjavík  |
| 2.   | 11   | Matthias Hallgrimsson | ÍA Akranes       |
| 2.   | 11   | Orn Oskarsson         | ÍB Vestmannaeyja |
| 2.   | 11   | Teitur Þórðarson      | ÍA Akranes       |
| 5.   | 10   | Steinar Johansson     | ÍB Keflavík      |